# Anita Márton
Anita Márton (ur. 15 stycznia 1989 w Segedynie) – węgierska lekkoatletka specjalizująca się w rzucie dyskiem i pchnięciu kulą.
Na początku kariery, w sezonie 2005, podczas olimpijskiego festiwalu młodzieży Europy zdobyła brązowy medal w rzucie dyskiem, a w pchnięciu kulą była 9. Startowała także w mistrzostwach świata juniorów młodszych odpadając w eliminacjach rzutu dyskiem oraz zajmując odległe miejsce w finale pchnięcia kulą. Rok później startowała na mistrzostwach świata juniorów, a w 2007 uczestniczyła w mistrzostwach Europy juniorów zajmując szóstą lokatę w rzucie dyskiem i siódmą w pchnięciu kulą. W 2008 na mistrzostwach świata juniorów w Bydgoszczy powtórzyła osiągnięcia z poprzedniego sezonu. Odpadła w eliminacjach pchnięcia kulą na halowych mistrzostwach Europy w Turynie zimą 2009. Latem tego roku startowała w Kownie na młodzieżowych mistrzostwach Europy oraz w Berlinie na mistrzostwach świata nie awansując do finału pchnięcia kulą na tych zawodach. Finalistka mistrzostw Europy (2010) i halowych mistrzostw Europy (2011) w pchnięciu kulą. Podczas młodzieżowych mistrzostw Europy w 2011 była piąta w pchnięciu kulą oraz zdobyła brązowy medal w rywalizacji dyskobolek. Na koniec sezonu startowała w pchnięciu kulą na uniwersjadzie (7. miejsce) oraz mistrzostwach świata w Daegu (odpadła w eliminacjach). W 2012 roku była 7. na mistrzostwach Europy w Helsinkach w pchnięciu kulą. W tej samej konkurencji odpadła również w eliminacjach na igrzyskach olimpijskich w Londynie. W 2015, ustanawiając nowy rekord Węgier (19,48), była czwarta na mistrzostwach świata w Pekinie. W 2016 została srebrną medalistką halowych mistrzostw świata oraz mistrzostw Europy, w tym samym roku w Rio de Janeiro zdobyła brązowy medal olimpijski. W 2017 w Belgradzie obroniła tytuł halowej mistrzyni Europy.
Medalistka mistrzostw Węgier oraz reprezentantka swojego kraju w zimowym pucharze Europy, drużynowych mistrzostwach Europy i meczach międzypaństwowych.
Rekordy życiowe: pchnięcie kulą – stadion: 19,87 (12 sierpnia 2016, Rio de Janeiro) rekord Węgier; hala – 19,62 (2 marca 2018, Birmingham) rekord Węgier, rzut dyskiem: 60,94 (4 września 2016, Budapeszt). Zawodniczka ustanawiała rekordy swojego kraju w gronie młodzieżowców, juniorek i juniorek młodszych.